# Robert Frankland-Russell
Pour les articles homonymes, voir Frankland.
Robert Frankland-Russell, 7e baronnet (1784-1849) est un homme politique anglais, connu aussi comme artiste. Au début de sa vie, il s'appelle Robert Frankland.

## Biographie
Il est le fils de Thomas Frankland (6e baronnet) et de son épouse Dorothy, fille de William Smelt. Il étudie à Christ Church, Oxford.
Il est élu au Parlement pour Thirsk en 1815 et démissionne de son siège en 1834. Il succède à son père comme baronnet en 1831 et, en 1836, hérite de la propriété de Robert Greenhill-Russell, 1er baronnet, ajoutant à son nom de famille Russell. La succession comprend Chequers, qu’il améliore, avec Edward Buckton Lamb comme architecte,. Il est haut-shérif du Yorkshire en 1838.

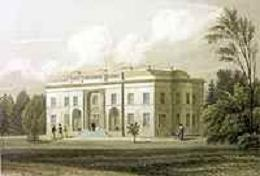
Thirkleby Hall vers 1800

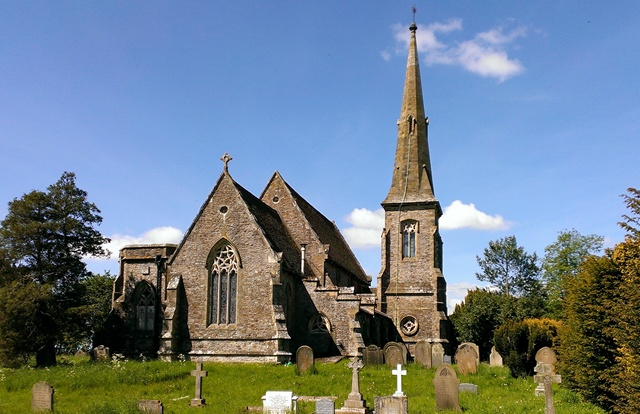
All Saints Church à Thirkleby, construit en 1852

Après la mort de son mari, Lady Frankland-Russell charge son ami Lamb de redessiner l’église paroissiale All Saints de Thirkleby, près du siège de la famille, Thirkleby Hall, à sa mémoire,.
Le père de Frankland-Russell étudie avec John Malchair. Il est lui-même un aquarelliste et peint des scènes de chasse.

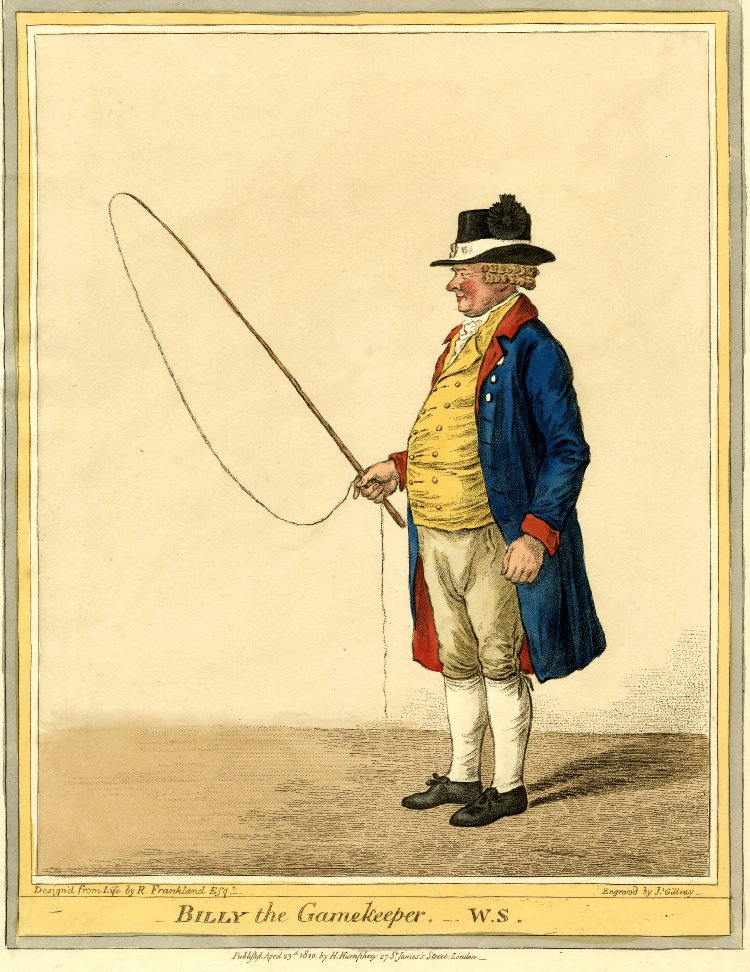
Billy the Gamekeeper, 1810 gravure de James Gillray d' après Robert Frankland

## Famille
Il se marie en 1815 avec Louisa-Anne Murray, troisième fille de George Murray. Ils ont cinq filles. À la mort du 7e baronnet, le titre passe à son cousin Frederick William Franklin.
Les filles sont:
1. Augusta-Louisa, épouse Thomas de Grey (5e baron Walsingham) en 1842, et mère de Thomas de Grey (6e baron Walsingham), décédée en 1844 [10]
2. Caroline-Agnes
3. Emily-Anne, mariée à William Payne-Gallwey (2e baronnet) en 1847[11]
4. Julia-Roberta, qui épouse Ralph Neville-Grenville[12]
5. Rosalind-Alicia, qui épouse Francis L'Estrange Astley en 1854 en tant que deuxième épouse[13].